# Vlag van de Krim

Vlag van de Krim

De vlag van de Krim bestaat uit een wit veld met aan de bovenkant een horizontale blauwe band en aan de onderkant een horizontale rode band. Zowel de blauwe als de rode band neemt 1/6 van de hoogte van de vlag in. De kleuren van de vlag komen terug in een lint in het wapen van de Krim.
De vlag is in gebruik sinds 1992, en op 21 april 1999 werd het door de voorzitter van de Verkhovna Rada van de Autonome republiek van de Krim aangewezen als de officiële vlag van de autonome republiek van Oekraïne.
Op 6 mei 1992 riep het parlement de Autonome Republiek de Krim uit, maar een officiële vlag was op dat moment nog niet beschikbaar. Op 5 juni 1992 werden vijf voorstellen ter beslissing aan het parlement voorgelegd. Op 24 september 1992 werd het voorstel van V. Trusov en A. Malgin, dat oorspronkelijk nog een embleem droeg, officieel bevestigd door de Hoge Raad van de Krim zonder dit laatste.
Na de annexatie van het schiereiland de Krim door Rusland - die vond plaats op 18 maart 2014 - werd de vlag opnieuw aangenomen op 4 juni 2014 als de vlag van de Russische bezetting van de Krim, geannexeerd door de Russische Federatie.

## Historische vlaggen

### Volksrepubliek
In 1917 begonnen de Tataarse nationalistische groepen een hemelsblauwe vlag als symbool te gebruiken (de kleur van vrijheid). Tegelijkertijd werd het tamga-symbool veel gebruikt op de blauwe achtergrond. Dit werd de vlag van de kortstondige Volksrepubliek van de Krim die eind 1917 werd uitgeroepen. Toen de communistische Taurida Socialistische Sovjetrepubliek begin 1918 de controle over de Krim overnam, werd de Tataarse vlag afgeschaft ten gunste van een effen rode vlag.
Tijdens de vorming van de kortstondige Volksrepubliek van de Krim van de Krim-Tataren in 1917, was de gebruikte vlag een hemelsblauwe vlag met een gouden tamğa, bekend als de Kök Bayraq "Blauwe Banier". Een groen gekleurde vlag werd gebruikt voor religieuze doeleinden, en de rood gekleurde vlag werd gebruikt als militaire vlag van de Tataren. In 1991 werd de lichtblauwe versie gebruikt als etnische vlag van de Krim-Tataren.
|  |  |

### Taurida Socialistische Sovjetrepubliek
|  |

De Taurida Socialistische Sovjetrepubliek bestond van 19 maart tot 30 april 1918 een egaal rode vlag, en werd daarna onderdeel van de Russische Socialistische Federatieve Sovjetrepubliek en de vlag werd afgeschaft.

### Regionale Regering
|  |  |

De kortstondige Krimse Regionale Regering, geleid door generaal Maciej Sulkiewicz (van oorsprong een Lipka-Tataar), bestond tijdens de Duitse bezetting van de Krim (25 juni-15 november 1918), waarin de Krimregering zelfbestuur uitriep. De regering van Sulkiewicz nam een vlag aan die een compromis leek tussen de Krim-Tataren en de Russen. Het was een traditioneel Krim-Tataars blauwgekleurd vaandel, maar het had het wapen van het gouvernement Taurida van het Russische Rijk in plaats van de Krim-Tataarse damğa.

### Autonome Socialistische Sovjetrepubliek
|  |  |  |

Toen de Krimse Autonome Socialistische Sovjetrepubliek op 18 oktober 1921 werd opgericht als onderdeel van de Russische Socialistische Federatieve Sovjetrepubliek, kreeg het een eigen vlag. De vlag was rood, en in gouden letters waren de initialen van de naam van de republiek gespeld: in cyrillische letters КрССР, en in het lokale Arabische alfabet ق س ش ج (Q.S.Ş.C.). De letters op de vlag werden veranderd met КрАССР, en QrMSŞÇ in het Uniforme Turkse Alfabet in 1929 om aan te geven dat de Krim een Autonome socialistische sovjetrepubliek was. De vlag werd opnieuw gewijzigd in 1938 met de letters Cyrillisch РСФСР aan de bovenkant (voor Russische SFSR) en КрАССР aan de onderkant. Nadat de Krim werd omgevormd tot de Krim Oblast (regio) op 30 juni 1945, werd de vlag afgeschaft. De Krimse Autonome Socialistische Sovjetrepubliek werd opnieuw opgericht binnen de Oekraïense Socialistische Sovjetrepubliek in 1991 tijdens de ineenstorting van de Sovjet-Unie.